# Lista de governadores-gerais do Canadá
A seguir está a lista dos governadores coloniais e governadores -gerais do Canadá. Embora o atual escritório do Governador-Geral do Canadá esteja legalmente coberto pelo Ato Constitucional de 1867 e legalmente constituído pela Carta Patente de 1947, a instituição é, juntamente com a instituição da Coroa que representa, a mais antiga contínua e singularmente Instituição canadense no Canadá, existindo em uma linha ininterrupta desde a nomeação de Samuel de Champlain em 1627.

## Coroa Francesa(1541-1760)
| Retrato                                        | Governador                                                                  | Início do Mandato | Fim do Mandato | Monarca                  |
| ---------------------------------------------- | --------------------------------------------------------------------------- | ----------------- | -------------- | ------------------------ |
| Vice-reis do Canadá (1541-1627)                |                                                                             |                   |                |                          |
|                                                | Jean-François Roberval (c.1495-1560)                                        | 1541              | 1543           | Francisco I (1541-1547)  |
|                                                | Troilus de Mesqouez (1536-1606)                                             | 1578              | 1602 (?)       | Henrique III (1574-1589) |
|                                                | Aymar Chaste (1534-1603)                                                    | 1602              | 1603           | Henrique IV (1589-1610)  |
|                                                | Henrique II de Bourbon-Condé (1588-1646)                                    | 1614              | 1619           | Luís XIII (1610-1643)    |
|                                                | Henrique II de Montmorency (1595-1632)                                      | 1619              | 1625           | Luís XIII (1610-1643)    |
|                                                | Henri de Lévis de Ventadour (1596-1651)                                     | 1625              | 1632           | Luís XIII (1610-1643)    |
| Governadores da Nova França (1627-1663)        |                                                                             |                   |                |                          |
|                                                | Samuel de Champlain (1574-1635)                                             | 1627              | 1635           | Luís XIII (1610-1643)    |
|                                                | Charles de Montmagny (1599-1657)                                            | 1635              | 1648           | Luís XIII (1610-1643)    |
|                                                | Louis d'Ailleboust de Coulonge (1612-1660)                                  | 1648              | 1651           | Luís XIV (1643-1715)     |
|                                                | Jean de Lauson (1586-1666)                                                  | 1651              | 1657           | Luís XIV (1643-1715)     |
|                                                | Pierre de Voyer d'Argenson Visconde de Mouzay (c.1599-1654)                 | 1658              | 1661           | Luís XIV (1643-1715)     |
|                                                | Pierre Dubois Davaugour (1620-1664)                                         | 1661              | 1663           | Luís XIV (1643-1715)     |
| Governadores-gerais da Nova França (1663-1760) |                                                                             |                   |                |                          |
|                                                | Augustin de Saffray de Mésy (1598-1665)                                     | 1663              | 1665           | Luís XIV (1643-1715)     |
|                                                | Daniel de Rémy de Courcelle (1626-1698)                                     | 1665              | 1672           | Luís XIV (1643-1715)     |
|                                                | Louis de Buade de Frontenac (1662-1698)                                     | 1672              | 1682           | Luís XIV (1643-1715)     |
|                                                | Antoine Lefèbvre de La Barre (1622-1688)                                    | 1682              | 1685           | Luís XIV (1643-1715)     |
|                                                | Jacques-René de Brisay de Denonville Marquês de Denonville (1637-1710)      | 1685              | 1689           | Luís XIV (1643-1715)     |
|                                                | Louis de Buade de Frontenac (1662-1698)                                     | 1689              | 1698           | Luís XIV (1643-1715)     |
|                                                | Louis-Hector de Callière (1648-1703)                                        | 1698              | 1703           | Luís XIV (1643-1715)     |
|                                                | Philippe de Rigaud Marquês de Vaudreuil (1643-1725)                         | 1703              | 1725           | Luís XIV (1643-1715)     |
|                                                | Charles de la Boische Marquês de Beauharnois (1671-1749)                    | 1725              | 1747           | Luís XV (1715-1760)      |
|                                                | Roland-Michel Barrin de La Galissonière (1693-1756)                         | 1747              | 1749           | Luís XV (1715-1760)      |
|                                                | Jacques-Pierre de Taffanel de la Jonquière Marquês de Jonquière (1685-1752) | 1749              | 1752           | Luís XV (1715-1760)      |
|                                                | Michel-Ange Duquesne de Menneville (1700-1778)                              | 1752              | 1755           | Luís XV (1715-1760)      |
|                                                | Pierre de Rigaud Marquês de Vaudreuil-Cavagnial (1698-1778)                 | 1755              | 1760           | Luís XV (1715-1760)      |

## Coroa Britânica(1760-1867)
| Retrato                                                | Governador                                                 | Início do Mandato      | Fim do Mandato         | Monarca                  |
| ------------------------------------------------------ | ---------------------------------------------------------- | ---------------------- | ---------------------- | ------------------------ |
| Governadores de Quebec (1760-1786)                     |                                                            |                        |                        |                          |
|                                                        | Jeffery Amherst 1.º Barão de Amherst (1717-1797)           | 1760                   | 1763                   | Jorge III (1760-1820)    |
|                                                        | James Murray (1721-1794)                                   | 1763                   | 1768                   | Jorge III (1760-1820)    |
|                                                        | Guy Carleton 1.º Barão de Dorshester (1724-1808)           | 1768                   | 1778                   | Jorge III (1760-1820)    |
|                                                        | Sir Frederick Haldimand (1718-1791)                        | 1778                   | 1786                   | Jorge III (1760-1820)    |
| Governadores-gerais dos Canadás (1786-1841)            |                                                            |                        |                        |                          |
|                                                        | Guy Carleton 1.º Barão de Dorchester KB (1724-1808)        | 1786                   | 1796                   | Jorge III (1760-1820)    |
|                                                        | Robert Prescott (1726-1815)                                | 1796                   | 1799                   | Jorge III (1760-1820)    |
|                                                        | Sir Robert Milnes (1754-1837)                              | 1799                   | 1805                   | Jorge III (1760-1820)    |
|                                                        | Thomas Dunn (1729-1808)                                    | 1805                   | 1807                   | Jorge III (1760-1820)    |
|                                                        | Sir James Henry Craig KB (1748-1812)                       | 1807                   | 1811                   | Jorge III (1760-1820)    |
|                                                        | Sir George Prévost (1767-1816)                             | 1811                   | 1815                   | Jorge III (1760-1820)    |
|                                                        | Sir Gordon Drummond (1772-1854)                            | 1815                   | 1816                   | Jorge III (1760-1820)    |
|                                                        | Sir John Coape Sherbrooke (1764-1830)                      | 1816                   | 1818                   | Jorge III (1760-1820)    |
|                                                        | Charles Lennox 4.º Duque de Richmond KG PC (1764-1819)     | 1818                   | 1819                   | Jorge III (1760-1820)    |
|                                                        | George Ramsay 9.º Conde de Dalhousie GCB (1770-1838)       | 1820                   | 1828                   | Jorge IV (1820-1830)     |
|                                                        | Sir James Kempt CGB (c.1765-1854)                          | 1828                   | 1830                   | Jorge IV (1820-1830)     |
|                                                        | Matthew Whitworth-Aylmer 5.º Conde de Aylmer (1775-1850)   | 1830                   | 1835                   | Guilherme IV (1830-1837) |
|                                                        | Archibald Acheson 2.º Conde de Gosford (1776-1849)         | 1835                   | 1837                   | Guilherme IV (1830-1837) |
|                                                        | John Colborne 1.º Barão de Seaton (1778-1863)              | 1837                   | 1838                   | Vitória (1837-1901)      |
|                                                        | John Lambton 1.º Conde de Duhram (1792-1840)               | 1838                   | 1839                   | Vitória (1837-1901)      |
|                                                        | Charles Poulett Thompson 1.º Barão de Sydenham (1799-1841) | 1839                   | 19 de setembro de 1841 | Vitória (1837-1901)      |
| Governadores-gerais da Província do Canadá (1840-1867) |                                                            |                        |                        |                          |
|                                                        | Charles Bagot (1781-1843)                                  | 12 de janeiro de 1842  | 13 de maio de 1843     | Vitória (1837-1901)      |
|                                                        | Charles Metcalfe 1.º Barão de Metcalfe (1785-1846)         | 30 de maio de 1843     | 26 de novembro de 1845 | Vitória (1837-1901)      |
|                                                        | Charles Cathcart 2.º Conde de Cathcart (1783-1859)         | 26 de novembro de 1843 | 30 de janeiro de 1845  | Vitória (1837-1901)      |
|                                                        | James Bruce 8.º Conde de Elgin (1811-1863)                 | 30 de janeiro de 1847  | 19 de dezembro de 1854 | Vitória (1837-1901)      |
|                                                        | Edmund Walker Head 8.º Baronete (1805-1868)                | 19 de dezembro de 1854 | 25 de outubro de 1861  | Vitória (1837-1901)      |
|                                                        | Charles Monck 4.º Visconde Monck (1819-1894)               | 25 de outubro de 1861  | 1.º de julho de 1867   | Vitória (1837-1901)      |

## Coroa Canadense (1867-presente)
| N.º | Retrato | Incumbente                                                                    | Início do Mandato      | Fim do Mandato                            | Primeiros-Ministros           | Monarca                                                      |                                                  |
| --- | ------- | ----------------------------------------------------------------------------- | ---------------------- | ----------------------------------------- | ----------------------------- | ------------------------------------------------------------ | ------------------------------------------------ |
| 1   |         | Charles Monck 4.º Visconde Monck (1819-1894)                                  | 1.º de julho de 1867   | 14 de novembro de 1868                    | Macdonald                     | Vitória (1837-1901)                                          |                                                  |
| 2   |         | John Young 1.º Barão de Lisgar (1807-1876)                                    | 2 de fevereiro de 1869 | 25 de junho de 1872                       | Macdonald                     | Vitória (1837-1901)                                          |                                                  |
| 3   |         | Frederick Hamilton-Temple-Blackwood 1.º Marquês de Dufferin e Ava (1826-1902) | 25 de junho de 1872    | 25 de novembro de 1878                    | Macdonald Mackenzie Macdonald | Vitória (1837-1901)                                          |                                                  |
| 4   |         | John Campbell 9.º Duque de Argyll (1845-1914)                                 | 25 de novembro de 1878 | 23 de outubro de 1883                     | Macdonald                     | Vitória (1837-1901)                                          |                                                  |
| 5   |         | Henry Petty-Fitzmaurice 5.º Marquês de Lansdowne (1845-1927)                  | 23 de outubro de 1883  | 11 de junho de 1888                       | Macdonald                     | Vitória (1837-1901)                                          |                                                  |
| 6   |         | Frederick Stanley 16.º Conde de Derby (1841-1908)                             | 11 de junho de 1888    | 19 de setembro de 1893                    | Macdonald Abbott Thompson     | Vitória (1837-1901)                                          |                                                  |
| 7   |         | John Hamilton-Gordon 1.º Marquês de Aberdeen e Temair (1847-1934)             | 19 de setembro de 1893 | 12 de novembro de 1898                    | Thompson Bowell Laurier       | Vitória (1837-1901)                                          |                                                  |
| 8   |         | Gilbert Elliot-Murray-Kynynmound 4.º Conde de Minto (1845-1914)               | 12 de novembro de 1898 | 10 de dezembro de 1904                    | Laurier                       | Vitória (1837-1901) Eduardo VII (1901-1910)                  |                                                  |
| 9   |         | Albert Grey 4.º Conde de Grey (1851-1917)                                     | 10 de dezembro de 1904 | 13 de outubro de 1911                     | Laurier Borden                | Eduardo VII (1901-1910) Jorge V (1910-1936)                  |                                                  |
| 10  |         | Artur Duque de Connaught e Strathearn (1850-1942)                             | 13 de outubro de 1911  | 11 de novembro de 1916                    | Borden                        | Jorge V (1910-1936)                                          |                                                  |
| 11  |         | Victor Cavendish 9.º Duque de Devonshire (1868-1938)                          | 11 de novembro de 1916 | 11 de agosto de 1921                      | Borden Meighen                | Jorge V (1910-1936)                                          |                                                  |
| 12  |         | Julian Byng 1.º Visconde Byng de Vimy (1862-1935)                             | 11 de agosto de 1921   | 2 de outubro de 1926                      | Meighen King Meighen King     | Jorge V (1910-1936)                                          |                                                  |
| 13  |         | Freeman Freeman-Thomas 1.º Marquês de Wellingdon (1866-1941)                  | 2 de outubro de 1926   | 4 de abril de 1931                        | King Bennett                  | Jorge V (1910-1936)                                          |                                                  |
| 14  |         | Vare Pondoby 9.º Conde de Bessborough (1880-1956)                             | 4 de abril de 1931     | 2 de novembro de 1935                     | Bennett King                  | Jorge V (1910-1936)                                          |                                                  |
| 15  |         | John Buchan 1.º Barão de Tweedsmuir (1875-1940)                               | 2 de novembro de 1935  | 11 de fevereiro de 1940 (Morreu no cargo) | King                          | Jorge V (1910-1936) Eduardo VIII (1936) Jorge VI (1936-1952) |                                                  |
| 16  |         | Alexandre de Teck 1º Conde de Athlone (1874-1957)                             | 21 de junho de 1940    | 12 de abril de 1946                       | King                          | Jorge VI (1936-1952)                                         |                                                  |
| 17  |         | Harold Alexander 1.º Conde Alexander de Tunis (1891-1969)                     | 12 de abril de 1946    | 28 de janeiro de 1952                     | King Laurent                  | Jorge VI (1936-1952) Isabel II (1952-2022)                   |                                                  |
| 18  |         | Vincent Massey (1887-1967)                                                    | 28 de janeiro de 1952  | 12 de setembro de 1959                    | Laurent Diefenbaker           | Isabel II (1952-2022)                                        |                                                  |
| 19  |         | Georges Vanier (1888-1967)                                                    | 12 de setembro de 1959 | 5 de março de 1967 (Morreu no cargo)      | Diefenbaker Pearson           | Isabel II (1952-2022)                                        |                                                  |
| 20  |         | Roland Michener (1900-1991)                                                   | 17 de abril de 1967    | 14 de janeiro de 1974                     | Pearson Trudeau               | Isabel II (1952-2022)                                        |                                                  |
| 21  |         | Jules Léger (1913-1980)                                                       | 14 de janeiro de 1974  | 22 de janeiro de 1979                     | Trudeau                       | Isabel II (1952-2022)                                        |                                                  |
| 22  |         | Edward Schreyer (n.1934)                                                      | 22 de janeiro de 1979  | 14 de maio de 1984                        | Trudeau Clark Trudeau         | Isabel II (1952-2022)                                        |                                                  |
| 23  |         | Jeanne Sauvé (1922-1993)                                                      | 14 de maio de 1984     | 29 de janeiro de 1990                     | Trudeau Turner Mulroney       | Isabel II (1952-2022)                                        |                                                  |
| 24  |         | Ray Hnatyshyn (1934-2002)                                                     | 29 de janeiro de 1990  | 8 de fevereiro de 1995                    | Molroney Campbell Chrétien    | Isabel II (1952-2022)                                        |                                                  |
| 25  |         | Roméo LeBlanc (1928-2009)                                                     | 8 de fevereiro de 1995 | 7 de outubro de 2000                      | Chrétien                      | Isabel II (1952-2022)                                        |                                                  |
| 26  |         | Adrienne Clarkson (n.1939)                                                    | 7 de outubro de 2000   | 27 de setembro de 2005                    | Chrétien Martin               | Isabel II (1952-2022)                                        |                                                  |
| 27  |         | Michaëlle Jean (n.1957)                                                       | 27 de setembro de 2005 | 1.º de outubro de 2010                    | Martin Harper                 | Isabel II (1952-2022)                                        |                                                  |
| 28  |         | David Johnston (n.1941)                                                       | 1.º de outubro de 2010 | 2 de outubro de 2017                      | Harper J. Trudeau             | Isabel II (1952-2022)                                        |                                                  |
| 29  |         | Julie Payette (n.1963)                                                        | 2 de outubro de 2017   | 22 de janeiro de 2021                     | J. Trudeu                     | Isabel II (1952-2022)                                        |                                                  |
| 30  |         | Mary Simon (n.1947)                                                           | 26 de julho de 2021    | Presente                                  | J. Trudeau                    | Isabel II (1952-2022)                                        | Isabel II (1952-2022) Carlos III (2022-presente) |